# Dichotomius muticus
Dichotomius muticus là một loài bọ cánh cứng trong họ Bọ hung (Scarabaeidae).